# 278645 Kontsevych
278645 Kontsevych è un asteroide della fascia principale. Scoperto nel 2008, presenta un'orbita caratterizzata da un semiasse maggiore pari a 2,3933553 au e da un'eccentricità di 0,1894846, inclinata di 0,91935° rispetto all'eclittica.